# باشگاه فوتبال نساجی مازندران در فصل ۰۱–۱۴۰۰
باشگاه فوتبال نساجی مازندران در فصل ۰۱–۱۴۰۰، در بیست‌و‌یکمین دورهٔ رقابت‌های لیگ برتر فوتبال ایران (جام خلیج فارس) حضور دارد. این چهارمین حضور نساجی در این رقابت‌ها است. این تیم همچنین در این فصل در سی‌و‌پنجمین دورهٔ جام حذفی فوتبال ایران حضور دارد. نساجی در این فصل برای اولین بار در جام حذفی قهرمان شد و در لیگ در رتبۀ دوازدهم قرار گرفت.

## باشگاه

### کادر فنی
از تاریخ ۱۸ اسفند ۱۳۹۹
| ساکت الهامی         | سرمربی           |
| مصطفی صداقت         | مربی             |
| عادل باباپور        | مربی             |
| علی جانملکی         | مربی             |
| شاهرخ بیانی         | مربی             |
| هاروتیون آبراهامیان | مربی دروازه‌بان‌ها |
| مسعود ابطحی         | مربی بدنسازی     |
| حمید حسن‌زاده        | مربی بدنسازی     |
| صادق مقدم           | آنالیزور         |
| علی شیخ‌الاسلامی     | آنالیزور         |
| اسماعیل اسماعیلی    | سرپرست           |

### چارت مدیریتی
از تاریخ ۲۸ آذر ۱۳۹۸
| نام               | سمت            |
| ----------------- | -------------- |
| رضا حدادیان       | مالک           |
| ایزد سیف‌الله‌پور   | مدیرعامل       |
| رحیم دست‌نشان      | مشاور عالی     |
| حمیدرضا بایندریان | عضو هیئت مدیره |
| وحید نصیری        | عضو هیئت مدیره |
| حبیب حسین‌زادگان   | عضو هیئت مدیره |
| امیر عرب          | عضو هیئت مدیره |

## نقل و انتقالات

### ورودی
| شماره | نقش       | نام              | سن | از تیم  | هزینهٔ انتقال | نوع انتقال | فصل      | منبع   |
| ----- | --------- | ---------------- | -- | ------- | ------------ | ---------- | -------- | ------ |
| ۱     | دروازه‌بان | علیرضا حقیقی     | ۳۳ | گل‌گهر   | رایگان       | دائمی      | تابستانی | [ ۲۰ ] |
| ۶     | هافبک     | رضا جعفری        | ۲۴ | سایپا   | رایگان       | دائمی      | تابستانی | [ ۲۱ ] |
| ۲٠    | مهاجم     | علیرضا منظمی     | ١٩ | –       | رایگان       | دائمی      | زمستانی  | [ ۲۲ ] |
| ۲۷    | هافبک     | سجاد قلی‌بیگی     | ۲۳ | تراکتور | رایگان       | دائمی      | تابستانی | [ ۲۳ ] |
| ۲۸    | هافبک     | محسن کریمی       | ۲۷ | –       | رایگان       | دائمی      | تابستانی | [ ۲۴ ] |
| ٣٠    | مدافع     | متین کریم‌زاده    | ۲٣ | استقلال | رایگان       | قرضی       | زمستانی  | [ ۲۵ ] |
| ٣٢    | هافبک     | صابر حردانی      | ٢۵ | فولاد   | رایگان       | دائمی      | زمستانی  | [ ۲۶ ] |
| ۳۷    | مدافع     | مرتضی منصوری     | ۳۱ | سپاهان  | رایگان       | دائمی      | تابستانی | [ ۲۷ ] |
| ۳۹    | هافبک     | مهرداد عبدی      | ۲۹ | سایپا   | رایگان       | دائمی      | تابستانی | [ ۲۸ ] |
| ۵۰    | دروازه‌بان | شهاب عادلی       | ۲۵ | بادران  | رایگان       | دائمی      | تابستانی | [ ۲۹ ] |
| ۷۷    | هافبک     | مسعود شجاعی      | ۳۷ | –       | رایگان       | دائمی      | تابستانی | [ ۳۰ ] |
| ۸۱    | دروازه‌بان | امیررضا رفیعی    | ۲۳ | سایپا   | رایگان       | دائمی      | تابستانی | [ ۳۱ ] |
| ۹۰    | مهاجم     | امیرحسین باقرپور | ۲۳ | نفت     | رایگان       | دائمی      | تابستانی | [ ۳۲ ] |

## بازیکنان کنونی

### ترکیب تیم در لیگ برتر
| شماره | نقش       | نام               | سن | انتقال به  | هزینهٔ انتقال                  | نوع انتقال | فصل      | منبع   |
| ----- | --------- | ----------------- | -- | ---------- | ----------------------------- | ---------- | -------- | ------ |
| ۴     | مدافع     | مجتبی بیژن        | ۳۳ | شهر خودرو  | رایگان                        | دائمی      | تابستانی | [ ۳۳ ] |
| ۷     | هافبک     | میلاد کمندانی     | ۲۷ | شهر خودرو  | رایگان                        | دائمی      | تابستانی | [ ۳۴ ] |
| ۲۱    | هافبک     | علی زارعی         | ۲۰ | مس         | یک میلیارد دویست میلیون تومان | دائمی      | تابستانی | [ ۳۵ ] |
| ۲۳    | هافبک     | محمدحسین باباگلی  | ۲۴ | رایکا      | رایگان                        | دائمی      | تابستانی | [ ۳۶ ] |
| ۳۴    | دروازه‌بان | سعید جلالی‌راد     | ۲۷ | شهر خودرو  | رایگان                        | دائمی      | تابستانی | [ ۳۷ ] |
| ۳۷    | مهاجم     | سجاد آقایی        | ۲۲ | آلومینیوم  | رایگان                        | دائمی      | تابستانی | [ ۳۸ ] |
| ۴۴    | دروازه‌بان | نیما میرزازاد     | ۲۴ | سپاهان     | رایگان                        | دائمی      | تابستانی | [ ۳۹ ] |
| ۵۵    | مدافع     | بهزاد داوودی      | ۳۲ | خوشه طلایی | رایگان                        | دائمی      | تابستانی | [ ۴۰ ] |
| ۶۵    | هافبک     | شاهین ثاقبی       | ۲۸ | تراکتور    | رایگان                        | دائمی      | تابستانی | [ ۴۱ ] |
| ۷۰    | هافبک     | امیرحسین یحیی‌زاده | ۲۹ | ملوان      | رایگان                        | دائمی      | تابستانی | [ ۴۲ ] |
| ۷۱    | هافبک     | محمود قائد رحمتی  | ۲۹ | آلومینیوم  | رایگان                        | دائمی      | تابستانی | [ ۴۳ ] |
| ۷۲    | مهاجم     | علی آل‌کثیر        | ۲۹ | آلومینیوم  | رایگان                        | دائمی      | زمستانی  | [ ۴۴ ] |
| ۷۷    | هافبک     | رضا دهقانی        | ۲۳ | پرسپولیس   | رایگان                        | دائمی      | تابستانی | [ ۴۵ ] |
| ٩٠    | مهاجم     | امیرحسین باقرپور  | ۲۴ | قشقایی     | رایگان                        | دائمی      | زمستانی  | [ ۴۶ ] |

| شماره |       | نقش       | بازیکن                    |
| ----- | ----- | --------- | ------------------------- |
| ۱     | ایران | دروازه‌بان | علیرضا حقیقی              |
| ۲     | ایران | مدافع     | احسان قهاری ز۲۵           |
| ۳     | ایران | مدافع     | سعید غلامعلی‌بیگی          |
| ۴     | ایران | مدافع     | امیرمهدی جانملکی ز۲۵      |
| ۵     | ایران | مدافع     | مجتبی ممشلی (کاپیتان سوم) |
| ۶     | ایران | هافبک     | رضا جعفری                 |
| ۸     | ایران | هافبک     | ایوب کلانتری              |
| ۹     | ایران | مهاجم     | محمدمهدی نظری             |
| ۱۰    | ایران | هافبک     | حسین زامهران              |
| ۱۱    | ایران | مهاجم     | کریم اسلامی               |
| ۱۲    | ایران | دروازه‌بان | حسین خطیر ز۲۳             |
| ۱۴    | ایران | هافبک     | علی داوران ز۲۳            |
| ۱۷    | ایران | هافبک     | محمدرضا عباسی ز۲۳         |
| ۱۸    | ایران | مدافع     | حامد شیری (کاپیتان دوم)   |
| ۱۹    | ایران | مهاجم     | عرفان گل‌محمدی             |
| ۲۲    | ایران | دروازه‌بان | امیررضا رفیعی ز۲۱         |

| شماره |       | نقش       | بازیکن                |
| ----- | ----- | --------- | --------------------- |
| ۲۳    | ایران | مدافع     | مصطفی جوادیان ز۲۳     |
| ۲۴    | ایران | هافبک     | علی اسدی مقدم ز۲۳     |
| ۲۷    | ایران | هافبک     | سجاد قلی‌بیگی ز۲۵      |
| ۲۸    | ایران | هافبک     | محسن کریمی            |
| ۳۷    | ایران | مدافع     | مرتضی منصوری          |
| ۳۹    | ایران | هافبک     | مهرداد عبدی           |
| ۴۰    | ایران | مدافع     | حسن نجفی              |
| ۵۰    | ایران | دروازه‌بان | شهاب عادلی            |
| ۵۷    | ایران | مدافع     | شاهین طاهرخانی        |
| ۵۹    | ایران | مدافع     | علیرضا امیرخانی ز۲۳   |
| ۶۶    | ایران | مدافع     | محمد قربانی ز۲۳       |
| ۷۳    | ایران | هافبک     | محمد جواد مولایی ز۲۳  |
| ۷۷    | ایران | هافبک     | مسعود شجاعی (کاپیتان) |
| ۸۸    | ایران | هافبک     | اکبر صادقی            |
| ۹۰    | ایران | مهاجم     | امیرحسین باقرپور ز۲۵  |
| ۹۹    | ایران | مهاجم     | حسام همراه ز۲۱        |

## گلزنان
| بازیکن            | لیگ برتر | جام حذفی | مجموع |
| ----------------- | -------- | -------- | ----- |
| کریم اسلامی       | ۷        | ۱        | ۸     |
| حسن نجفی          | ۳        | ۱        | ۴     |
| ایوب کلانتری      | ۴        | ۰        | ۴     |
| حامد شیری         | ۲        | ۱        | ۳     |
| رضا جعفری         | ۱        | ۱        | ۲     |
| مسعود شجاعی       | ٢        | ۰        | ٢     |
| امیرمهدی جانملکی  | ۲        | ۰        | ۲     |
| مرتضی منصوری      | ۰        | ۱        | ۱     |
| سعید غلامعلی بیگی | ۱        | ۰        | ۱     |
| شاهین طاهرخانی    | ۱        | ۰        | ۱     |
| مهرداد عبدی       | ۰        | ۱        | ۱     |
| متین کریم زاده    | ۱        | ۰        | ۱     |

## رقابت‌ها

### بررسی مسابقات
آخرین به‌روزرسانی در: ۱۸ ژانویه ۲۰۲۲.

منبع: رقابت‌ها

### لیگ برتر

#### جایگاه در جدول
| رتبه | تیم      | بازی | برد | مساوی | باخت | گل زده | گل خورده | گل تفاضل | امتیاز |
| ---- | -------- | ---- | --- | ----- | ---- | ------ | -------- | -------- | ------ |
| ۱۰   | صنعت نفت | ۳۰   | ۹   | ۹     | ۱۲   | ۲۶     | ۳۰       | ۴−       | ۳۶     |
| ۱۱   | هوادار   | ۳۰   | ۸   | ۱۰    | ۱۲   | ۱۸     | ۲۵       | ۷−       | ۳۴     |
| ۱۲   | نساجی    | ۳۰   | ۶   | ۱۵    | ۹    | ۲۴     | ۳۴       | ۱۰−      | ۳۳     |
| ۱۳   | تراکتور  | ۳۰   | ۷   | ۱۰    | ۱۳   | ۲۶     | ۳۲       | ۶−       | ۳۱     |
| ۱۴   | نفت م.س  | ۳۰   | ۳   | ۱۳    | ۱۴   | ۱۴     | ۳۵       | ۲۱−      | ۲۲     |

- نکته: نتایج بازی‌های رودررو پس از انجام تمامی مسابقات در پایان فصل لحاظ می‌شود.

#### دست‌آوردها در خانه و بیرون
| مجموع | مجموع  | مجموع | مجموع | مجموع | مجموع | مجموع | مجموع | خانه | خانه | خانه | خانه | خانه | خانه | مهمان | مهمان | مهمان | مهمان | مهمان | مهمان |
| بازی  | امتیاز | پ     | ت     | ش     | گ‌ز    | گ‌خ    | ت‌گ    | پ    | ت    | ش    | گ‌ز   | گ‌خ   | ت‌گ   | پ     | ت     | ش     | گ‌ز    | گ‌خ    | ت‌گ    |
| ----- | ------ | ----- | ----- | ----- | ----- | ----- | ----- | ---- | ---- | ---- | ---- | ---- | ---- | ----- | ----- | ----- | ----- | ----- | ----- |
| ۱۵    | ۲۰     | ۴     | ۸     | ۳     | ۱۴    | ۱۴    | ۰     | ۳    | ۳    | ۱    | ۸    | ۶    | ۲+   | ۱     | ۵     | ۲     | ۶     | ۸     | −۲    |

آخرین بروزرسانی: ۱۳ ژانویه ۲۰۲۲

منبع: سازمان لیگ

پ = پیروزی؛ ت = تساوی؛ ش = شکست؛ گ‌ز = گل زده؛ گ‌خ = گل خورده؛ ت‌گ = تفاضل گل

#### نتایج در هر بازی
| هفته    | ۱ | ۲  | ۳  | ۴  | ۵  | ۶  | ۷  | ۸  | ۹  | ۱۰ | ۱۱ | ۱۲ | ۱۳ | ۱۴ | ۱۵ | ۱۶ | ۱۷ | ۱۸ | ۱۹ | ۲۰ | ۲۱ | ۲۲ | ۲۳ | ۲۴ | ۲۸ | ۲۷ | ۲۵ | ۲۶ | ۲۹ | ۳۰ |
| ------- | - | -- | -- | -- | -- | -- | -- | -- | -- | -- | -- | -- | -- | -- | -- | -- | -- | -- | -- | -- | -- | -- | -- | -- | -- | -- | -- | -- | -- | -- |
| زمین    | خ | ب  | ب  | خ  | ب  | خ  | ب  | خ  | ب  | خ  | ب  | خ  | ب  | خ  | ب  | ب  | خ  | خ  | ب  | خ  | ب  | خ  | ب  | خ  | ب  | خ  | ب  | خ  | ب  | خ  |
| دست‌آورد | پ | ش  | م  | ش  | م  | م  | ش  | پ  | م  | م  | پ  | م  | م  | پ  | م  | م  | ش  | ش  | م  | م  | پ  | ش  | م  | ش  | م  | ش  | م  | پ  | م  |    |
| جایگاه  | ۶ | ۱۱ | ۱۰ | ۱۰ | ۱۰ | ۱۰ | ۱۰ | ۱۰ | ۱۰ | ۱۰ | ۸  | ۸  | ۱۰ | ۸  | ۹  | ٩  | ١٠ | ١٠ | ١٠ | ١٠ | ١٠ | ١٢ | ١٢ | ١٢ | ١٢ | ١٢ | ١٢ | ١١ | ١١ |    |

زمین: ب = بیرون از خانه، خ = داخل خانه. دست‌آورد: پ = پیروزی، ش = شکست، م = مساوی، ع = به تعویق افتاده.

#### جزئیات بازی‌ها
برد
      مساوی
      باخت
      معوقه
| تاریخ هفته | میزبان | نتیجه | مهمان | محل برگزاری |

| ۲۷ مهر ۱۴۰۰ ۱                        | نساجی                              | ۱ – ۰ | فجر سپاسی | ساری                                                          |
| ۱۵:۳۰ ساعت رسمی ایران (یوتی‌سی ۳:۳۰+) | اسلامی ۲۳' · جعفری '۲۷ · شجاعی '۸۳ | گزارش | نعمتی '۲۱ | ورزشگاه: شهدا داور: رضا مهدوی مرد مسابقه: کریم اسلامی (نساجی) |

| ۵ آبان ۱۴۰۰ ۲                        | پرسپولیس                                | ۲ – ۱ | نساجی                                | تهران                                                               |
| ۱۸:۰۰ ساعت رسمی ایران (یوتی‌سی ۳:۳۰+) | عبدی ۴۲'، ۶۳' · آل کثیر '۷۹ · ترابی '۸۵ | گزارش | کلانتری '۱۷ · اسلامی ۴۹' · شجاعی '۶۸ | ورزشگاه: آزادی داور: امیر عرب‌براقی مرد مسابقه: مهدی عبدی (پرسپولیس) |

| ۱۰ آبان ۱۴۰۰ ۳                       | گل‌گهر                                                           | ۱ – ۱ | نساجی                             | سیرجان                                                                    |
| ۱۸:۰۰ ساعت رسمی ایران (یوتی‌سی ۳:۳۰+) | شاکری ۱۹' · سهرابیان '۲۲ · شکاری '۳۵ · زکی‌پور '۷۳ · علیزاده '۷۵ | گزارش | صادقی '۳۸ · نجفی ۷۱' · اسلامی '۷۹ | ورزشگاه: شهید سلیمانی داور: موعود بنیادی‌فر مرد مسابقه: یونس شاکری (گل‌گهر) |

| ۱۵ آبان ۱۴۰۰ ۴                       | نساجی                                                                | ۰ – ۲ | صنعت نفت                                             | ساری                                                            |
| ۱۶:۰۰ ساعت رسمی ایران (یوتی‌سی ۳:۳۰+) | صادقی '۱۸ · قربانی '۵۴ '۶۰ · شجاعی '۶۰ '۳+۹۰ · شیری '۷۷ · اسلامی '۷۸ | گزارش | نصاری ۱۱'، ۳۹' · حامدی‌فر '۴۹ · تهامی '۵۴ · خالدی '۶۳ | ورزشگاه: شهدا داور: حسن اکرمی مرد مسابقه: حکیم نصاری (صنعت نفت) |

| ۲۸ آبان ۱۴۰۰ ۵                       | استقلال                         | ۰ – ۰ | نساجی    | تهران                                                              |
| ۱۸:۰۰ ساعت رسمی ایران (یوتی‌سی ۳:۳۰+) | مرادمند '۲۱ دانشگر '۳۸ ژستد '۴۹ | گزارش | شیری '۵۸ | ورزشگاه: آزادی داور: علیرضا فغانی مرد مسابقه: علیرضا حقیقی (نساجی) |

| ۳ آذر ۱۴۰۰ ۶                         | نساجی                                 | ۱ – ۱ | پیکان                        | ساری                                                                |
| ۱۵:۰۰ ساعت رسمی ایران (یوتی‌سی ۳:۳۰+) | اسلامی ۳۶' · نجفی ۴۷' '۸۲ · صادقی '۸۴ | گزارش | صالحی ۶۶'، ۷۷' · آزاده '۲+۹۰ | ورزشگاه: شهدا داور: عبدالنبی پورخلف مرد مسابقه: کریم اسلامی (نساجی) |

| ۸ آذر ۱۴۰۰ ۷                         | سپاهان                                                   | ۲ – ۰ | نساجی                         | اصفهان                                                                   |
| ۱۶:۰۰ ساعت رسمی ایران (یوتی‌سی ۳:۳۰+) | پورقاز '۲۵ · مغانلو ۳۰'، ۵۷' · کریمی '۶۱ · میرزایی '۲+۹۰ | گزارش | قربانی '۳۵ شجاعی '۷۰ نجفی '۸۷ | ورزشگاه: نقش جهان داور: امیر عرب‌براقی مرد مسابقه: شهریار مغانلو (سپاهان) |

| ۱۴ آذر ۱۴۰۰ ۸                        | نساجی                                                                     | ۲ – ۰ | شهر خودرو  | ساری                                                            |
| ۱۵:۰۰ ساعت رسمی ایران (یوتی‌سی ۳:۳۰+) | نجفی '۲۷ '۸۲ · شیری ۵۴' (پنالتی) '۶۶ · عبدی '۵۷ · کلانتری ۷۰' · حقیقی '۸۷ | گزارش | پورتقی '۸۷ | ورزشگاه: شهدا داور: حسین زیاری مرد مسابقه: حسین زامهران (نساجی) |

| ۱۹ آذر ۱۴۰۰ ۹                        | فولاد                                                          | ۱ – ۱ | نساجی                               | اهواز                                                             |
| ۱۸:۰۰ ساعت رسمی ایران (یوتی‌سی ۳:۳۰+) | انصاری '۷ · پاتوسی ۱۶' · شاه‌عباسی '۴۵ · آبشک '۵۳ · بوحمدان '۵۷ | گزارش | نجفی ۴۹' · طاهرخانی '۸۳ · حقیقی '۹۰ | ورزشگاه: فولاد آرنا داور: بیژن حیدری مرد مسابقه: حسن نجفی (نساجی) |

| ۲۴ آذر ۱۴۰۰ ۱۰                       | نساجی                       | ۱ – ۱ | آلومینیوم                                                    | ساری                                                                 |
| ۱۵:۰۰ ساعت رسمی ایران (یوتی‌سی ۳:۳۰+) | اسلامی ۴۰' '۷۲ · منصوری '۶۴ | گزارش | محمدزاده '۲۸ · مجیدی ۷۵' (پنالتی) · اسدی '۲+۹۰ · درودی '۴+۹۰ | ورزشگاه: شهدا داور: محمدحسین زاهدی‌فر مرد مسابقه: کریم اسلامی (نساجی) |

| ۳ دی ۱۴۰۰ ۱۱                         | مس                | ۱ – ۲ | نساجی                         | سرچشمه                                                               |
| ۱۵:۰۰ ساعت رسمی ایران (یوتی‌سی ۳:۳۰+) | منشا ۷۳' (پنالتی) | گزارش | جعفری ۳۹' · شیری ۸۳' (پنالتی) | ورزشگاه: شهید زینلی داور: ناصر جنگی مرد مسابقه: علیرضا حقیقی (نساجی) |

| ۸ دی ۱۴۰۰ ۱۲                         | نساجی                                   | ۱ – ۱ | نفت مسجدسلیمان                                             | اصفهان                                                                 |
| ۱۴:۳۰ ساعت رسمی ایران (یوتی‌سی ۳:۳۰+) | عبدی '۵ · شیری '۵۵ · شجاعی ۸۴' (پنالتی) | گزارش | عبدالله‌زاده '۷۷ · نادری ۸۰' · محسن‌زاده '۴+۹۰ · نادری '۵+۹۰ | ورزشگاه: نقش جهان داور: مرتضی منصوریان مرد مسابقه: مسعود شجاعی (نساجی) |

| ۱۳ دی ۱۴۰۰ ۱۳                        | هوادار                          | ۰ – ۰ | نساجی                | کرج                                                              |
| ۱۵:۰۰ ساعت رسمی ایران (یوتی‌سی ۳:۳۰+) | باقری '۳۷ پورمحمد '۵۷ حسینی '۸۸ | گزارش | منصوری '۴۹ شجاعی '۵۰ | ورزشگاه: انقلاب داور: حسن اکرمی مرد مسابقه: علیرضا حقیقی (نساجی) |

| ۱۸ دی ۱۴۰۰ ۱۴                        | نساجی       | ۱ – ۰ | ذوب‌آهن | مشهد                                                               |
| ۱۴:۰۰ ساعت رسمی ایران (یوتی‌سی ۳:۳۰+) | کلانتری ۴۷' | گزارش |        | ورزشگاه: امام رضا داور: سعاد وفاپیشه مرد مسابقه: حامد شیری (نساجی) |

| ۲۳ دی ۱۴۰۰ ۱۵                        | تراکتور       | ۱ – ۱ | نساجی       | تبریز                                                                        |
| ۱۵:۰۰ ساعت رسمی ایران (یوتی‌سی ۳:۳۰+) | محمدی '۴۷ ۷۹' | گزارش | جانملکی ۵۵' | ورزشگاه: شهید سلیمانی داور: محمدرضا اکبریان مرد مسابقه: علیرضا حقیقی (نساجی) |

### جام حذفی

#### دست‌آوردها در خانه و بیرون
| مجموع | مجموع  | مجموع | مجموع | مجموع | مجموع | مجموع | مجموع | خانه | خانه | خانه | خانه | خانه | خانه | مهمان | مهمان | مهمان | مهمان | مهمان | مهمان |
| بازی  | امتیاز | پ     | ت     | ش     | گ‌ز    | گ‌خ    | ت‌گ    | پ    | ت    | ش    | گ‌ز   | گ‌خ   | ت‌گ   | پ     | ت     | ش     | گ‌ز    | گ‌خ    | ت‌گ    |
| ----- | ------ | ----- | ----- | ----- | ----- | ----- | ----- | ---- | ---- | ---- | ---- | ---- | ---- | ----- | ----- | ----- | ----- | ----- | ----- |
| ۱     | ۳      | ۱     | ۰     | ۰     | ۱     | ۰     | ۱+    | ۰    | ۰    | ۰    | ۰    | ۰    | ۰    | ۱     | ۰     | ۰     | ۱     | ۰     | ۱+    |

آخرین بروزرسانی: ۸ ژانویه ۲۰۲۲

منبع: سازمان لیگ

پ = پیروزی؛ ت = تساوی؛ ش = شکست؛ گ‌ز = گل زده؛ گ‌خ = گل خورده؛ ت‌گ = تفاضل گل

#### جزئیات بازی‌ها
برد
      مساوی
      باخت
      معوقه
| تاریخ مرحله | میزبان | نتیجه | مهمان | محل برگزاری |

| ۲۸ آذر ۱۴۰۰ ١/١۶ نهایی               | آرمان گهر | ۰ – ۱ | نساجی    | سیرجان                                                            |
| ۱۴:۳۰ ساعت رسمی ایران (یوتی‌سی ۳:۳۰+) |           | گزارش | نجفی ۱۳' | ورزشگاه: امام علی داور: مهدی جبرئیلی مرد مسابقه: حسن نجفی (نساجی) |

| ۲۸ دی ۱۴۰۰ ١/٨ نهایی                 | نساجی                                            | ۳ – ۱ | گل‌گهر         | مشهد                                                               |
| ۱۴:۰۰ ساعت رسمی ایران (یوتی‌سی ۳:۳۰+) | منصوری ۱۶' · شیری '۵۸ · اسلامی ۷۸' · جعفری ۲+۹۰' | گزارش | شکاری ۳۰' '۷۲ | ورزشگاه: امام رضا داور: بیژن حیدری مرد مسابقه: کریم اسلامی (نساجی) |

| ۲۲ فروردین ۱۴۰۱ ۱/۴ نهایی                                           | استقلال تهران         | ۰–۰ (و.ا.) (۴–۵ پنالتی)                      | نساجی مازندران | تهران                                                        |
| ۲۰:۱۵                                                               | امانوف '۹۲ سیلوا '۱۰۴ | گزارش                                        | منصوری '۵      | ورزشگاه: ورزشگاه آزادی تماشاگران: ۱۳٬۰۰۰ داور: امیر عرب‌براقی |
|                                                                     | ضربات پنالتی          |                                              |                |                                                              |
| - یامگا - ژستد - مهدی‌پور - امانوف - رمضانی                          |                       | - کلانتری - عبدی - غلامعلی‌بیگی - نظری - شیری |                |                                                              |
| یادداشت: نساجی با برد در ضربات پنالتی، به مرحله نیمه‌نهایی صعود کرد. |                       |                                              |                |                                                              |

| ۳۰ فروردین ۱۴۰۱ نیمه نهایی                                   | نساجی مازندران          | ۰-۱ (و.ا.) | مس کرمان | تهران                                                     |
| ۲۰:۳۰                                                        | حامد شیری پنالتی' (۱۱۷) | گزارش      |          | ورزشگاه: ورزشگاه آزادی تماشاگران: ۳۲۰۰۰ داور: مهدی سیدعلی |
| یادداشت: نساجی با برد در وقت اضافه، به مرحله فینال صعود کرد. |                         |            |          |                                                           |

| ۷ اردیبهشت ۱۴۰۱ فینال | نساجی مازندران                                         | ۱–۰   | آلومینیوم اراک | تهران                                                            |
| ۲۰:۳۰                 | - کریم اسلامی '۲۶ - مهرداد عبدی ۵۸' - مرتضی منصوری '۷۸ | گزارش |                | ورزشگاه: ورزشگاه آزادی تماشاگران: ۵۰,۰۰۰ داور: محمدحسین زاهدی‌فرد |